# Liste der Ehrenbürger von Schliersee
Die Ehrenbürgerwürde ist die höchste Auszeichnung, die der Markt Schliersee zu vergeben hat. Daneben vergibt er noch einen Ehrenring.
Seit 1912 wurden folgende Personen zu Ehrenbürgern ernannt.
Hinweis: Die Auflistung erfolgt chronologisch nach Datum der Zuerkennung. Die Liste ist nach 1959 vermutlich nicht vollständig.

## Die Ehrenbürger des Marktes Schliersee
1. Sebastian Eham
Bürgermeister
Verleihung 1912
2. Kaspar Haltmair
Gemeindekassierer
Verleihung 1912
3. Nikolaus Bammer
Bürgermeister
Verleihung 1912
4. Konrad Dreher (* 30. Oktober 1859 in München; † 7. Dezember 1944 in Fessenheim)
Staatsschauspieler
Verleihung 1924
Dreher war Gründer des Schlierseer Bauerntheaters
5. Xaver Terofal (* 20. Januar 1862 in Dorfen; † 4. April 1940 in Schliersee)
Verleihung 1937
Terofal war Direktor des Schlierseer Bauerntheaters
6. Adalbert Obermayr
Dekan
Verleihung 1945
7. Alfred Brodführer
Obermedizinalrat
Verleihung 1951
8. Michael Gasteiger (* 24. April 1877 in Josefsthal/Schliersee; † 25. September 1957 in Schliersee)
Von 1945 bis 1949 Bürgermeister von Schliersee und 1952–1957 stellvertretender Landrat in Miesbach;[1] Heimatschriftsteller.
Verleihung 1952
9. Carl Schwarz
Komponist
Verleihung 1959
Aus seiner Feder stammt das Schlierseer Lied.
10. Markus Wasmeier (* 9. September 1963 in Schliersee)
Skirennfahrer
Gründer des Markus Wasmeier Freilichtmuseums

## Quelle
- Karlheinz Spielmann: Ehrenbürger und Ehrungen in der Bundesrepublik. 1965